# Nialus feculentus
Nialus feculentus är en skalbaggsart som beskrevs av Leon Fairmaire 1892. Nialus feculentus ingår i släktet Nialus och familjen Aphodiidae. Inga underarter finns listade i Catalogue of Life.